# Levy Rozman
Levy Rozman (znany również jako GothamChess, ur. 5 grudnia 1995) – amerykański szachista, mistrz międzynarodowy od 2018 roku, streamer, osobowość internetowa.

## Dzieciństwo i kariera szachowa
Levy urodził się 5 grudnia 1995 w Nowym Jorku. W wieku sześciu lat nauczył się grać w szachy na zajęciach pozaszkolnych. Uzyskał amerykański tytuł mistrza krajowego w 2011, międzynarodowy tytuł mistrza FIDE w 2016 oraz tytuł mistrza międzynarodowego w 2018.
W sierpniu 2018 osiągnął swój najwyższy ranking w karierze – 2421.
24 października 2023 r. wydał autorski poradnik szachowy pt. How to Win at Chess: The Ultimate Guide for Beginners and Beyond.

## Twórczość online
Kanał Rozmana (GothamChess) w serwisie YouTube jest najpopularniejszym kanałem o tematyce szachowej pod względem liczby subskrybentów – 1 czerwca 2021 przekroczył próg miliona subskrybujących (wcześniej największym kanałem był „agadmator’s Chess Channel” Antonio Radića). Od 2017 Levy współpracuje z największym serwisem szachowym (Chess.com).
Rozman jest również streamerem i komentatorem szachowym na platformie Twitch, na której komentował m.in.: Turniej Kandydatów 2020.

## Wyróżnienia i nagrody
W 2020 r. otrzymał srebrny, a rok później złoty przycisk serwisu YouTube za przekroczenie kolejno 100 tys. oraz 1 mln subskrypcji. 
W 2021 oraz 2022 r. zwyciężył w plebiscycie Chess.com Awards w kategorii najlepszy twórca roku. W 2022 r. w tym samym plebiscycie nominowany był również w kategorii komentator roku.
W 2022 r. był nominowany, a w 2023 r. zwyciężył w konkursie The Streamer Awards w kategorii najlepszy streamer szachowy.
Znalazł się na liście Forbes 30 Under 30 za rok 2024 w kategorii gry.